# Sulfat de cobalt(II)
El sulfat de cobalt(II), de fórmula CoSO₄, és la sal del sulfat de cobalt divalent. Antigament s'anomenà sulfat cobaltós, vitriol roig o caparrosa roja.

## Propietats
El sulfat de cobalt(II) anhidre apareix en forma de cristalls de sulfat monoclínic roig que es fon a 96,8 °C i és anhidre a 420 °C. És soluble en aigua, lleugerament soluble en etanol, i especialment soluble en metanol.

## Usos
Es fa servir en la preparació de pigments, i també per fabricar altres sals de cobalt. El pigment de cobalt es fa servir en la porcellana i en el vidre. El sulfat de cobalt(II) es fa servir en les bateries elèctriques o piles i en la galvanoplàstia, tinta simpàtica, i com additiu alimentari. Anteriorment s'havia utilitzat el sulfat de cobalt(II) per estabilitzar l'escuma de la cervesa i pel tractament d'algunes anèmies.

## Seguretat
El sulfat de cobalt(II) s'ha comprovat que és tòxic i lleugerament cancerigen en ratolins. També s'ha demostrat que és mutagen en la salmonel·la. Afegit a l'escuma de la cervesa va provocar algunes morts entre els consumidors.

## Presència natural
Rarament es troba el sulfat de cobalt(II) en els minerals, per exemple apareix per oxidació en els minerals primaris escuterudita o cobaltita. Aquest minerals són: biebierita (heptahidratada), moorhousita (Co,Ni,Mn)SO₄.6H₂O, aplovita (Co,Mn,Ni)SO₄.4H₂O i cobaltquieserita (monohidratat).